# 공모공동정범
| |
| 형법 刑法 |
| 형법학 · 범죄 · 형벌 죄형법정주의 |
| 범죄론 |
| 구성요건 · 실행행위 · 부작위범 간접정범 · 미수범 · 기수범 · 중지범 불능범 · 상당인과관계 고의 · 고의범 · 착오 과실 · 과실범 공범 · 정범 · 공동정범 공모공동정범 · 교사범 · 방조범 |
| 항변 |
| 위법성조각사유 · 위법성 · 책임 · 책임주의 책임능력 · 심신상실 · 심신미약 · 정당행위 · 정당방위 · 긴급피난 · 오상방위 · 과잉방위 · 강요된 행위                                     |
| 죄수 |
| 상상적 경합 · 연속범 · 병합죄 |
| 형벌론 |
| 사형 · 징역 · 금고 벌금 · 구류 · 과료 · 몰수 법정형 · 처단형 · 선고형 자수 · 작량감경 · 집행유예                                                                                  |
| 대인범죄 |
| 폭행죄 · 상해치사죄 · 절도죄 |
| 성범죄 · 성매매알선 · 강간죄 |
| 유괴 · 과실치사상죄 · 살인죄 |
| 대물범죄 |
| 손괴죄 · 방화죄 |
| 절도죄 · 강도죄 · 사기죄 |
| 사법절차 방해죄 |
| 공무집행방해죄 · 뇌물죄 |
| 위증죄 · 배임죄 |
| 미완의 범죄 |
| 시도 · 모의 · 공모 |
| 형법적 항변 |
| 자동증, 음주 & 착오 |
| 정신 이상 · 한정책임능력 |
| 강박 · 필요 |
| 도발 · 정당방위 |
| 다른 7법 영역 |
| 헌법 · 민법 · 형법 |
| 민사소송법 · 형사소송법 · 행정법 |
| 포털: 법 · 법철학 · 형사정책 |
| v • d • e • h |

공모공동정범이란 2인 이상의 자가 범행을 공모하여 그 공모자 가운데 일부만이 범행을 실행한 때에 범죄를 실행하지 않은 자도 공동정이 된다는 법 이론이다.

## 판례
- 공모공동정범의 성립요건 및 공모공동정범에 있어서 공모자들에게 공모한 범행 외에 공모한 범행의 도중에 부수적으로 파생된 범죄에 대하여도 공모와 기능적 행위가 있다고 인정하여 파기환송(대법원2010도7412)
- 평소 살인, 사체 해부, 인육 등을 소재로 한 영화, 소설에 관심이 있었고, 손가락, 폐 등과 같은 신체의 일부를 갖고 싶어 하는 사람을 위해 실제 사람을 살해하기로 마음먹고 그 구체적인 계획을 공모하여 어린이를 살해 후 사체를 훼손하고 손가락, 폐, 허벅지살을 상대에게 전달한 사건에서 1심은 쌍방의 공모사실과 사건 범행에 대한 ‘본질적 기여’를 모두 인정하여 공모공동정범으로서 무기징역을 선고했으나 2심은 공동가공의 의사를 부정하고 살인방조죄만을 인정하였고 대법원도 이를 확정했다.(대법원2018도7658)[1]

## 같이 보기
- 대한민국 형법 제30조
- 공동정범